# OLPC XO-1
XO-1は安価なサブノート型コンピュータであり、開発途上国の子供たちに配布し、知識へのアクセスを提供し「探求し、実験し、自己表現する」機会を提供すること（構成主義的学習）を意図して企画された。「100ドルラップトップ」、「Children's Machine」などと呼ばれていた。非営利団体 One Laptop per Child (OLPC) が開発し、クアンタ・コンピュータが製造。
各国政府の教育システム向けに販売し、小学校の児童ひとりひとりにパソコンを与えることを意図して設計されている。価格は2006年に188ドルからスタートし、2008年には100ドルまで低減させることを目標としていた。実際には、2007年冬と2008年冬に行われた Give One, Get One キャンペーン（2台購入して、1台を途上国に寄付しようというキャンペーン）でも1台あたり199ドルで販売されている（つまり2台購入すると398ドル）。
この可搬型の低消費電力のコンピュータはハードディスクの代わりにフラッシュメモリを使い、レッドハットのFedoraから派生したLinuxをプリインストールしており、このオペレーティングシステムはフラッシュメモリ上と同時にマザーボード上のROMにもバックアップが格納されている。802.11s WiFiメッシュネットワークプロトコルによるモバイルアドホックネットワークが可能で、多数のマシンが1つのインターネットアクセスを共有できる。
このコンピュータのデザインがネットブックというカテゴリの誕生に寄与した。

## 歴史

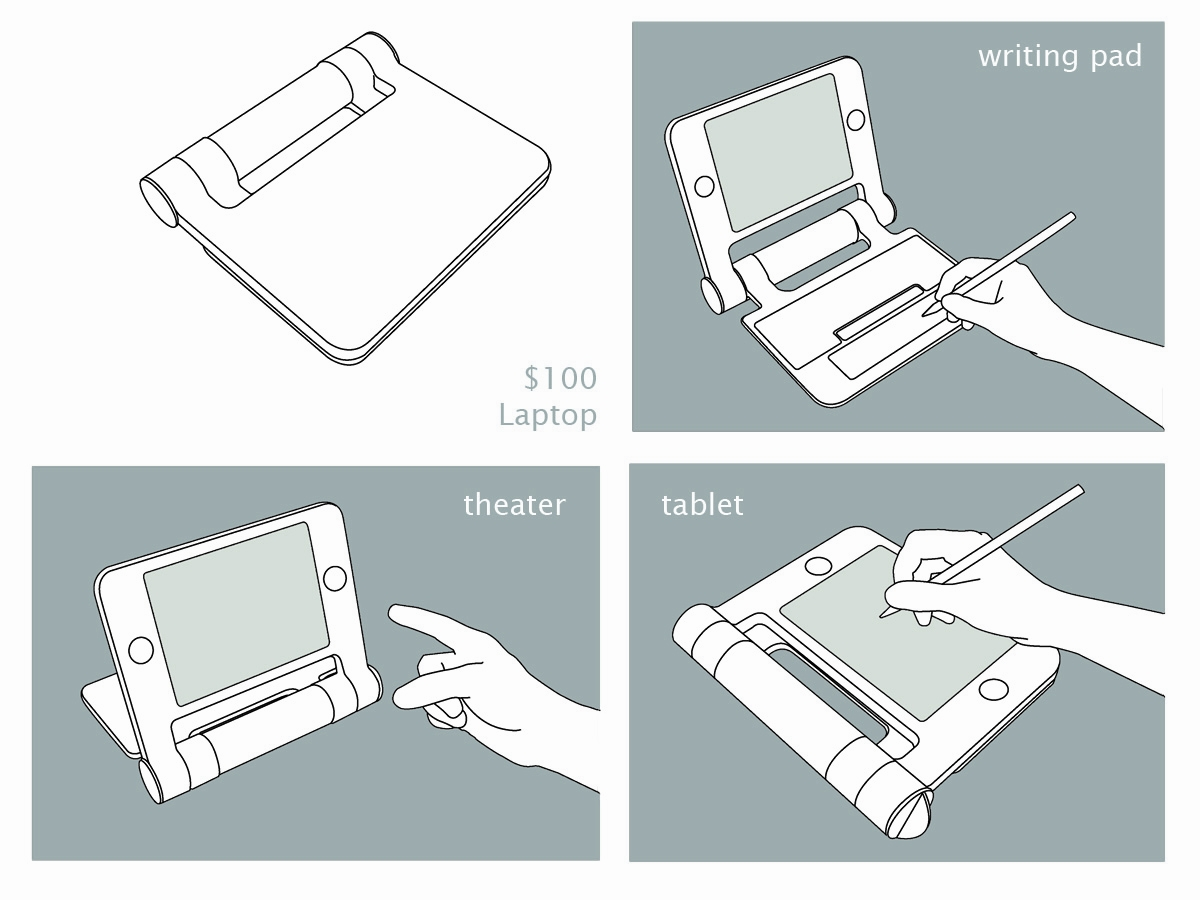
OLPC XO-1 の当初のデザイン案

2005年11月19日、チュニジアのチュニスで開催された世界情報社会サミット (WSIS) で、プロジェクト創始者ニコラス・ネグロポンテと当時の国連事務総長コフィー・アナンが初期のプロトタイプを公開した。公開されたプロトタイプは普通のマザーボードを使ったものだった。ネグロポンテは画面部分だけでもあと3カ月かかると見積もっていた。最初の実働するプロトタイプは2006年5月23日、同プロジェクトの Country Task Force Meeting でデモンストレーションを行った。量産版は同じ大きさでもっと大きなディスプレイを備えると期待されていた。
2006年中ごろに約400の開発用基板（Alpha-1）が配布され、2006年後半には実働プロトタイプ（Beta 1)が875個され、2007年2月には Beta-2 が2400個配布された。量産版は2007年11月6日に製造開始となった。プロジェクトが契約した製造業者クアンタ・コンピュータは2007年2月、100万台の注文を既に受けていることを明かした。同社は、複数の国（アルゼンチン、ブラジル、リビア、ナイジェリア、ルワンダ、タイ、ウルグアイ）が子供たちに配布することを約束しており、同年中に500万から1000万台の出荷も可能だとしていた。同社はXO-1に酷似したマシンを通常の市場で販売する計画も持っていた。
OLPCプロジェクトは当初、XOの一般市場版は計画していないとしていた。同プロジェクトは後に（2007年）、laptopgiving.org というサイトを立ち上げた。これは、上述した "Give One, Get One" キャンペーンによる寄付を募るもので、2007年11月12日から2007年12月31日までキャンペーンが行われた（北米のみの展開）。これは399ドルでXOを1台購入すると、別の1台が途上国の子供に贈られるというものだった。2008年11月には、OLPCは "Give One, Get One" キャンペーンを Amazon.com で再開した。
2008年5月20日、OLPCはXOの次世代機 XO-2 を発表した。2008年後半、ニューヨーク市の教育部門がXOを多数購入し、ニューヨーク市の子供たちに配布する計画を開始した。
Computer Aid International によると、2009年4月に行われた評価で、この機器が教育用情報通信機器の中で最も消費電力が少ないという評価を受けた。

## デザイン

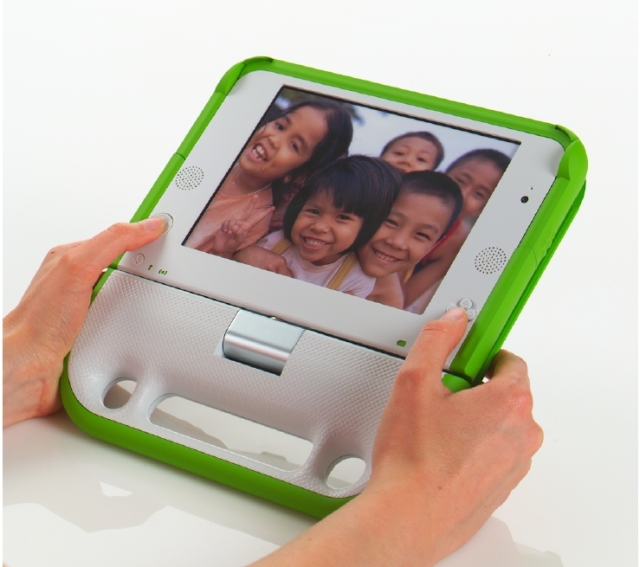
電子書籍モードの OLPC XO-1

XO-1は低消費電力で小型で頑丈で効率的であることを目標として設計されている。スリム化した FedoraとSugarというGUIを備え、子供たちが協働作業しやすいようにすることを意図している。XO-1にはビデオカメラ、マイクロフォン、長距離WiFi、スタイラスとタッチパッドが備わっている。一般的な電灯線からの電力供給もできるが、人力発電や太陽光発電による電力供給も可能で、電力網から遠く離れた僻地でも運用可能である。
Mary Lou Jepsen は、この機器の設計目標を次のように述べた。
- 最小限の電力消費。全体で2–3Wが目標。
- 最小限の製造コスト。100万台単位で製造したときの1台当たりのコストを100ドルにすることが目標。
- 見た目が「クール」であること。
- 非常に安価な電子書籍としても機能すること。
- オープンソースと訳語ソフトウェアを利用。

OLPCは Design Continuum と Fuseproject と共同で、ラップトップ、電子書籍、シアター、シミュレーション、携帯、タブレットといった様々な利用モデルを研究してきた。現在のデザインは Fuseproject によるもので、ラップトップ型、電子書籍型、ルーター型に変形が可能である。

### ハードウェア

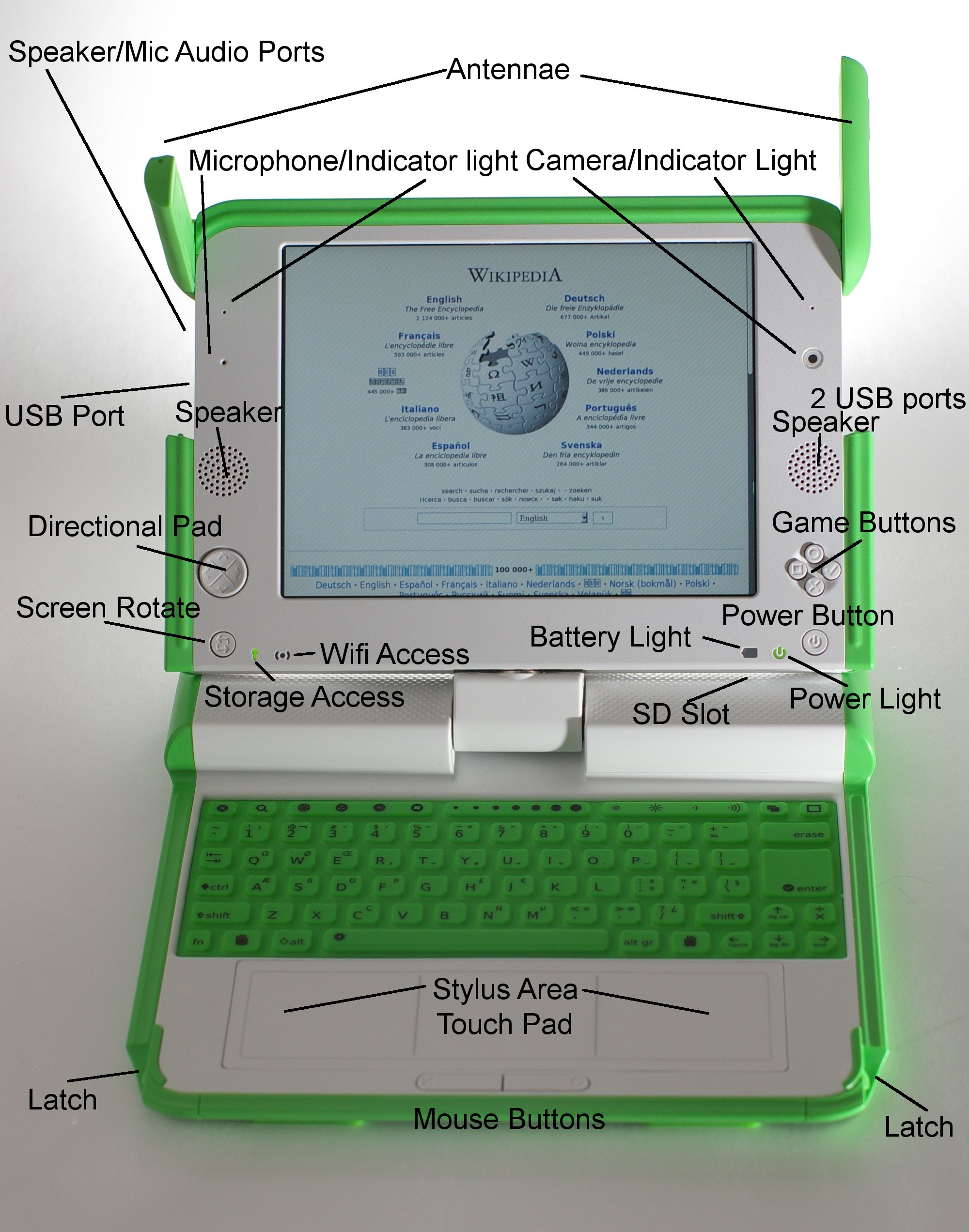
量産版（第4世代） - 機能概要

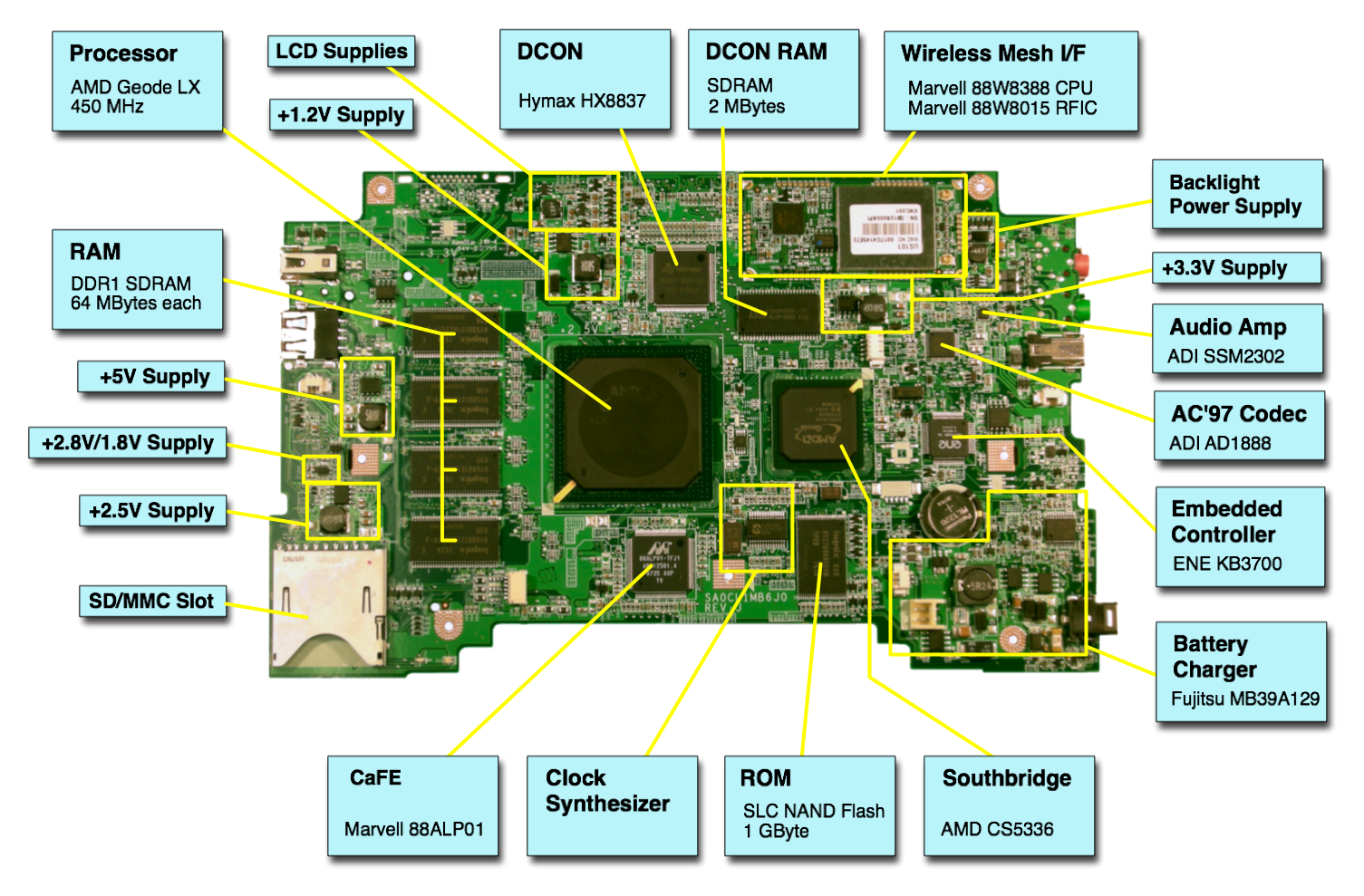
XO-1 のマザーボード

2007年11月現在のハードウェア仕様は以下の通り。
- CPU: 433MHz AMD Geode LX-700。0.8ワット。グラフィックスコントローラを統合。
- 1200×900 7.5インチ（19cm）液晶ディスプレイ（200dpi）。モードによって0.1Wから1.0Wまで消費。次の2モードがある。
  - 反射型（バックライトをOFF）モノクロモード。日光の下で低消費電力で動作。テキストは鮮明に見える。
  - バックライト型カラーモード。詳細は後述。
- 256MBのデュアル (DDR266) 133 MHz DRAM（2006年の仕様では128MBだった）[21]
- 1024KB（1MB）のフラッシュROM。オープンソースの Open Firmware を搭載。
- 1024MBの SLC NAND フラッシュメモリ（2006年の仕様では512MBだった）[22]
- 内蔵SDメモリーカードスロット[23]
- 無線ネットワークとしては、"Extended Range" 機能のある802.11b/gとメッシュ用 802.11s をサポートする Marvell 8388 無線チップを使用。このチップを採用したのは、CPUがOFFになっているときでも、メッシュ上でパケットを自動転送できるためである。メッシュに接続した場合、消費電力を抑えるため低ビットレート（2Mbit/s）で動作する。WPAをサポート[24]。なお、無線チップにはARMプロセッサが含まれている。
- 2本の方向調整可能なアンテナを装備
- 防水型メンブレンキーボード。キートップの表示は配布先によってカスタマイズ[25]。手の小さい子供向けのサイズになっている。
- 5キーのカーソル制御パッド（4方向キーとエンターキー）
- 4キーの「ゲームボタン」（機能的には PgUp、PgDn、Home、End に対応）
- マウス制御と手書き入力用のタッチパッド
- カラーのカメラを内蔵（ディスプレイの右にある）。VGAの解像度（640×480）
- ステレオスピーカー内蔵
- マイクロフォン内蔵
- AC'97に基づくオーディオ。外部スピーカーと外部マイク用ジャックを装備。
- USB 2.0 ポートを3つ装備。
- 電源:
  - DC入力、±11–18 V、最大15Wを消費。
  - 5セルの充電可能NiMHバッテリーパック。最小300mAh、平均3050mAhで、80%まで使用可能。0から45℃で充電可能。
  - 2セルの充電可能LiFePO4バッテリーパック。最小2800mAh、平均2900mAhで、100%まで使用可能。0から60℃で充電可能。
  - 4セルの充電可能LiFePO4バッテリーパック。最小3100mAh、平均3150mAhで、100%まで使用可能。-10から50℃で充電可能。
  - 人力発電機にも接続可能で、Potenco の設計したヒモを引っ張るタイプのものなどがある[26]。
  - 110から240ボルトの交流電源や、太陽電池パネルからも電力供給可能[27]。

#### 意図的に省かれた機能
頑健性と低消費電力を保つため、モーターで動作する部品を意図的に排除している。このためハードディスクドライブ、光学ディスク (CD/DVD) ドライブ、フロッピーディスクドライブ、冷却ファンなどを備えていない。ハードディスクがないので、ATAインタフェースが不要である。PCカードスロットもないが、代わりにSDメモリーカードスロットとUSBポートがある。
手回しクランク式発電機能を内蔵する予定だったが、2006年のLinuxWorldでネグロポンテがその取りやめを発表した。代わりに別売りの電源ユニットに手回し式か足踏み式の発電機能を付けたものを後に発売するとした。

#### 消費電力

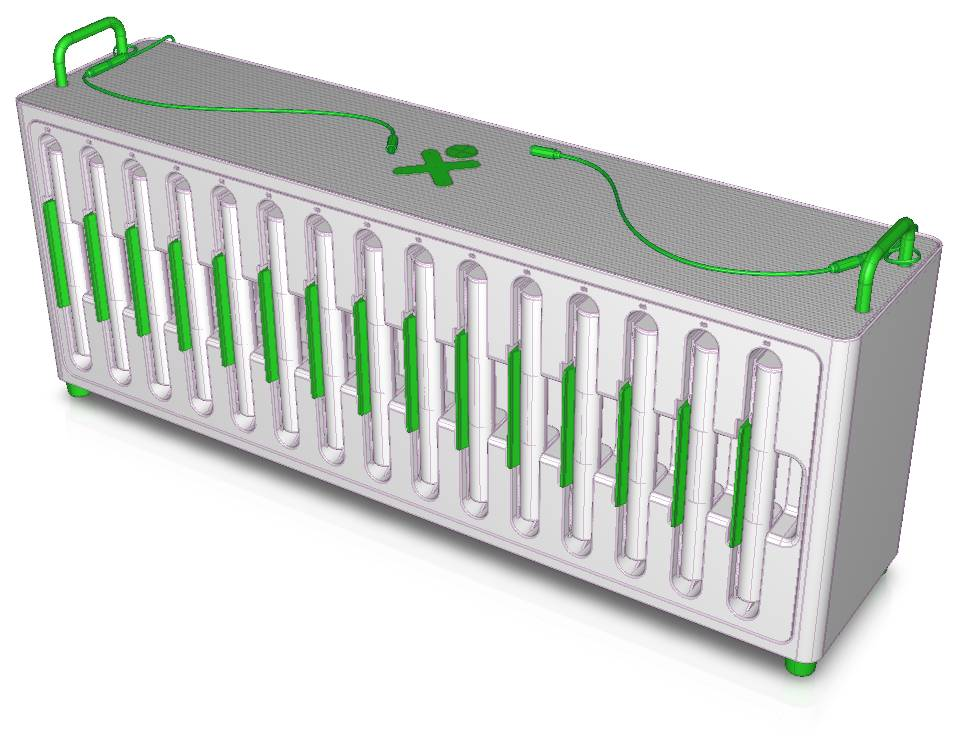
XO-1 マルチバッテリー・チャージャー

通常使用では約2Wを消費する。これは一般的なノートパソコンが10Wから45Wを消費するのに比べると非常に低い。"Give One, Get One" キャンペーンで販売されたマシンで実際に測定すると5Wから8Wの消費電力だった。ソフトウェアを適切に構築することでさらに消費電力を減らせると考えられる。
計画されている電子書籍モード（開発中であり、未リリース）では、モノクロディスプレイ以外の使用しないハードウェアの電源を切る。そして、ユーザーがページをめくろうとするとシステムが覚醒し、新たなページを表示して、再びスリープ状態となる。このため、電子書籍モードでの電力消費は0.3Wから0.8Wとされている。

#### ディスプレイ
OLPCの最初のノートパソコンには、極めて低コストの液晶ディスプレイを採用していた。その後の世代のマシンでは、低コストだけでなく、低消費電力で高解像度の電子ペーパーのようなカラーディスプレイを採用することが期待されている。
ディスプレイはノートパソコンの中で最もコストのかかる部分である。2005年4月、ネグロポンテはOLPCの最高技術責任者として Mary Lou Jepsen を雇った。Jepsen はポータブルDVDプレーヤーの小型液晶画面の設計にヒントを得て、XO-1のために新たなディスプレイ技術を開発し、そのコストを約35ドルと推定した。OLPC XO-1 では、この画面が2番目に高価な部品と推定される（1番目はCPUとチップセット）。
Jepsenによれば、新液晶ディスプレイの発明的な設計は、RGBのカラーフィルタを排除した点にあるという。カラーフィルタの代わりとしてプラスチック製の回折格子とレンズを液晶とバックライトの間に置く。回折格子はDVD製造と同じ技術で成型する。回折格子を通すことで、バックライトの白色光が場所によって違う色の光になる。赤、緑、青の光が適切な位置に生じるように調整することで、それぞれのピクセルがそれぞれの色に対応するようになる。この発明により、バックライトの光量が同じならば、見た目がより明るくなる。通常の液晶ディスプレイではカラーフィルタがバックライトの光の85%を吸収しているが、新方式では光をほとんど吸収しない。多くの場合バックライトには冷陰極管を使っているが、壊れやすく、修理が難しく、高い電圧を印加する必要がある。そのため消費電力も大きいし、ディスプレイのコストの約半分がバックライトに費やされる。XO-1では冷陰極管ではなく発光ダイオードをバックライトに採用した。これは、交換が容易で頑丈であり、安価でもある。
液晶ディスプレイの他の部分は既存の技術を使っており、一般的な製造装置を利用できる。回折格子マスクも既存の材料と製造工程の組合せで製造可能である。

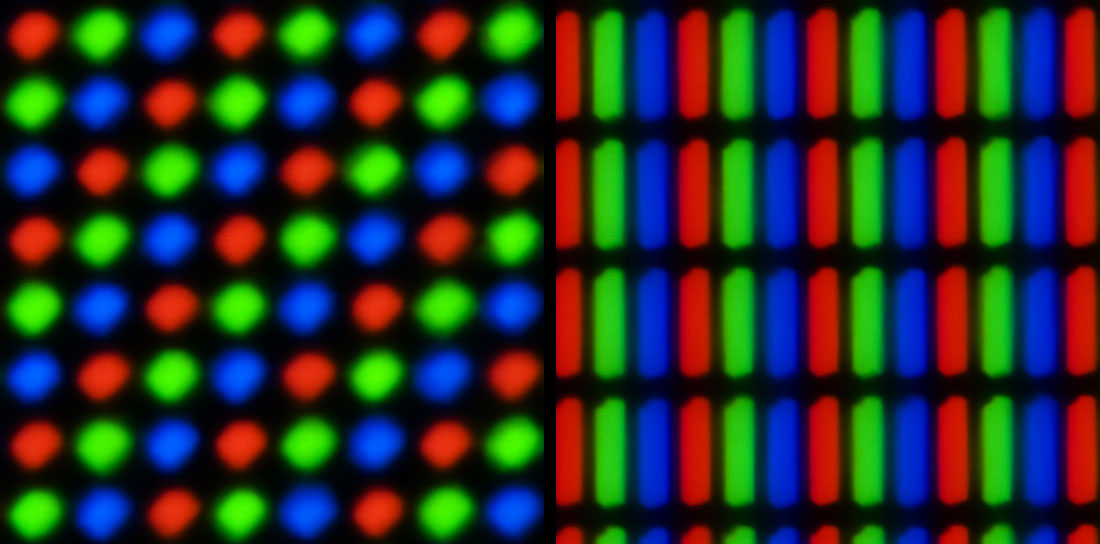
XO-1のディスプレイ（左）と一般的な液晶ディスプレイ（右）の比較。それぞれ、1×1mmの範囲を表示している。典型的な液晶ディスプレイは3本の位置で1ピクセルを表している。XO-1の場合は、それぞれの位置がそれぞれピクセルに対応している。

##### 解像度
白色LEDのバックライトを主な光源とする場合、このディスプレイはカラー画像を表示する。日光など周囲の光を主な光源とする場合、このディスプレイはグレースケールのモノクロ画像を表示する。
このモード切り替えは、バックライトのレベルを調整したときに行われる。強いバックライトを使ったカラー画像表示は、ラップトップモードでの使用を意図しており、弱いバックライトを使ったグレースケール表示は、タブレットモードなどでテキストを表示させて読む場合の使用を意図している。グレースケール表示の場合、日光の下で長時間、電子書籍を読むことができる。
カラーモードでは、液晶ディスプレイで一般的なRGBピクセル配置（各ピクセルにRGBのそれぞれに対応する部分がある）を採用していない。その代わりにXO-1のディスプレイでは各ピクセルにそれぞれ一色を対応させている。右上から左下に直線的に同じ色のピクセルが並んでいる（図を参照）。このようなピクセル配置で色が自然に表現できるよう、表示する画像の色成分はディスプレイコントローラでぼやかすように調整した後で画面に送られる。色をぼやかしても、それなりの高解像度で表示できる。2007年2月現在、588×441から882×662ピクセルまでのカラー画像を鮮明に表示でき、サブピクセルレンダリングを使ってより高解像度の画像も表示できる。Philips Research の調査によると、XO-1の実質カラー解像度は984×738だという。XO-1のディスプレイと緑のピクセル数が同じ通常の液晶ディスプレイ（緑は人間の目の感度が最も高い）は、693×520となる。通常のカラー液晶ディスプレイとは異なり、XO-1のディスプレイは見る角度によって解像度が異なる。右上から左下にかけての角度が最も解像度がよく、左上から右下にかけの角度の解像度が低い。正しく色を表示できる解像度以上の画像を表示させると、色が不自然になったり、ぼやけて見える。なお、グレースケールモードの方が当然ながら解像度がよく、カラーモードでは色をぼやけさせているため、200dpiの解像度で表示することはできない。

#### 無線メッシュネットワーク

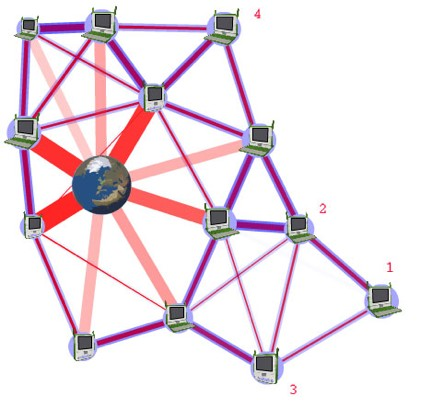
無線メッシュネットワークを経由した XO-1 のインターネットアクセス

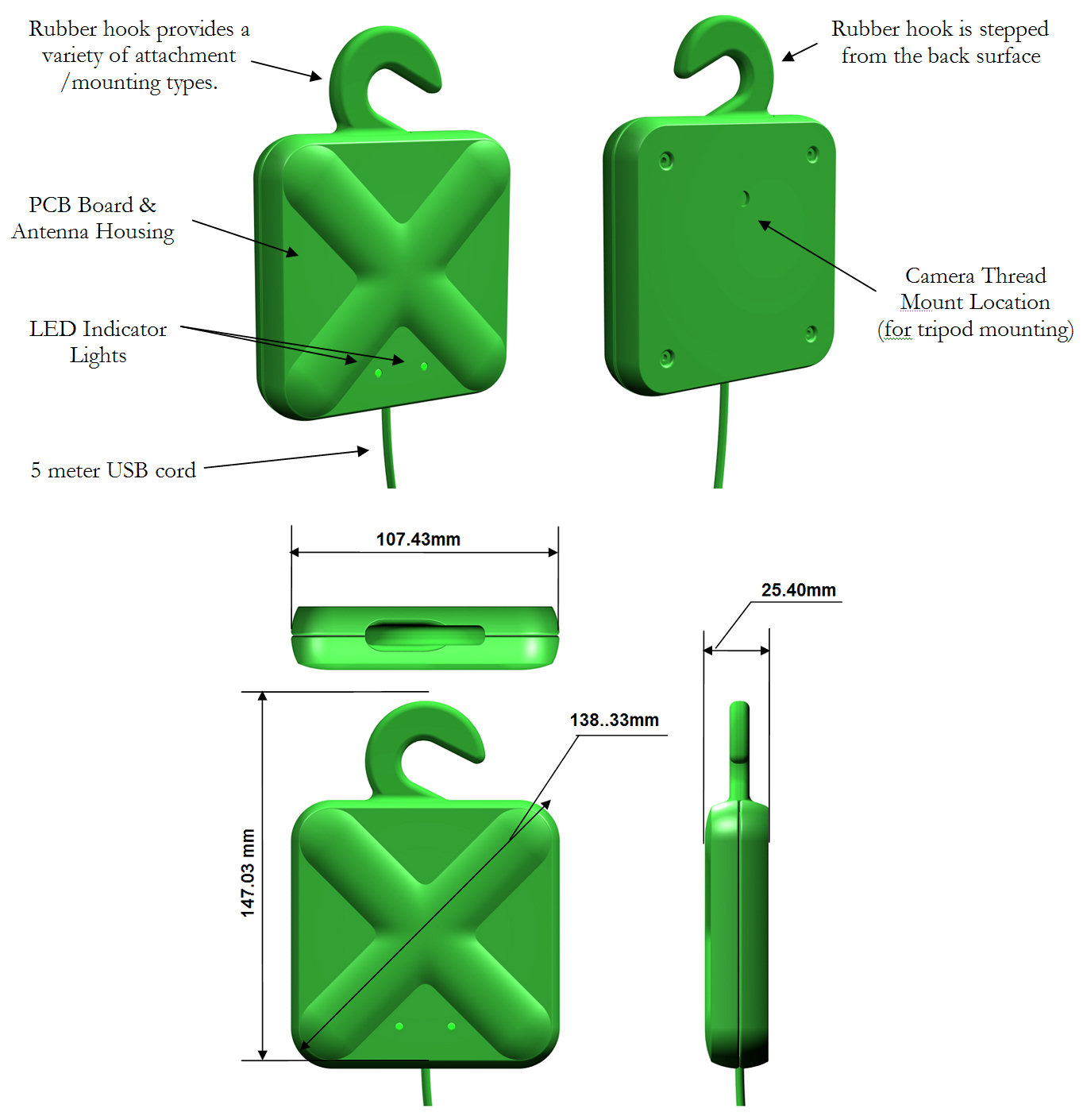
ネットワークの到達範囲を広げるための「アクティブアンテナ」

IEEE 802.11bサポートには、Wi-Fi “Extended Range”チップセットを使っている。消費電力を抑えるため、一般的な5.5Mbit/sや11Mbit/sよりも低速な最大2Mbit/sでの運用を選択した。通常の IEEE 802.11b システムはイーサネットと同様で、そのノードが関わるトラフィックのみを扱い、直接通信できないノード間の中継などは行わない。OLPC XO-1 では IEEE 802.11s を採用し、無線メッシュネットワークを構築する。
XO-1の電源を入れると、交信可能範囲内の他のXO-1と Peer to Peer 風の運用をするモバイルアドホックネットワーク (MANET) に参加し、その中でパケットの転送（中継）を行う。そのネットワーク内の1台のコンピュータがインターネットにアクセスできる場合、ネットワーク内の全コンピュータがそのアクセスを共有できる。データレートは高くはないが、ネグロポンテによれば、類似のストアアンドフォワード型のMotomanプロジェクトではカンボジアの児童1000人の電子メールサービスをサポートした例がある。データレートは、電子メールのような非同期型通信アプリケーションでは十分である。ウェブブラウジングのようなインタラクティブな用途や、ビデオストリーミングなどの高帯域を必要とするアプリケーションは、MANET内でのみなら十分である。メッシュネットワークでのIPアドレス割り当ては自動で行われ、サーバによる管理や人手による管理は不要である。

#### 外装
XOの外観のデザインは Yves Behar が中心となって行った。ほこりや湿気に強い素材で、2mmの厚さのプラスチックでできている（通常のノートパソコンの50%増しの厚さ）。反転可能なディスプレイ部、可動式の無線アンテナ、防水式メンブレンキーボードといった特徴がある。

#### キーボードとタッチパッド

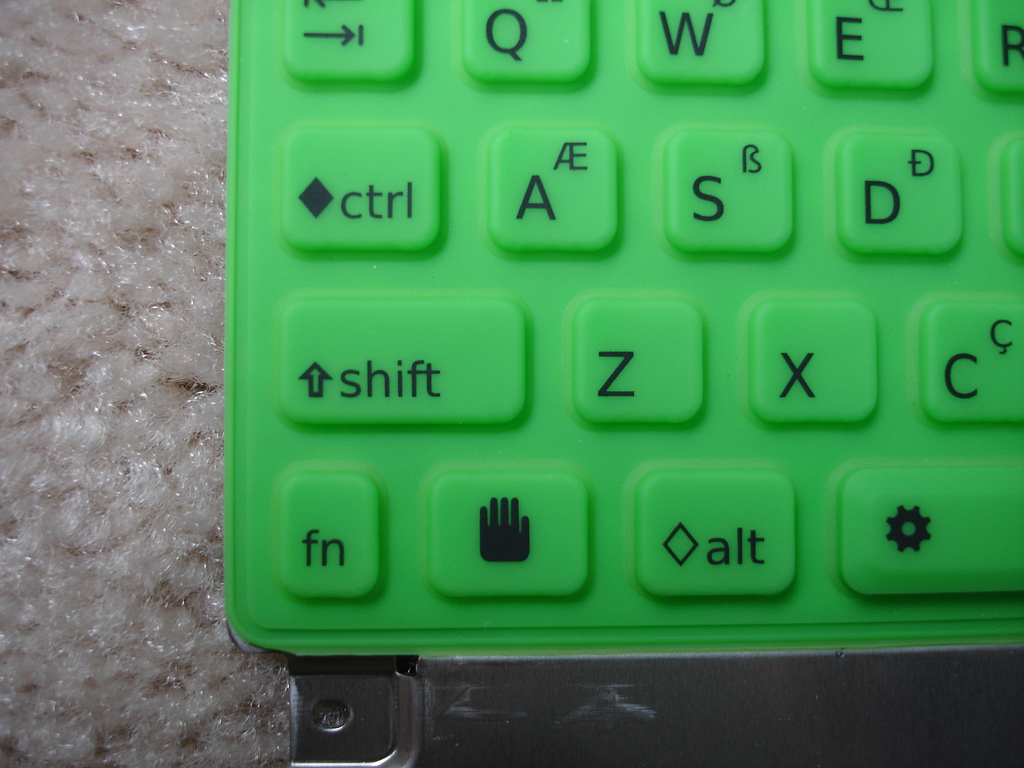
キーボードのクローズアップ

10種類以上のキーボードのレイアウトを試して、対象とする国々の標準的キーボードとマッチするかどうかを確認した。その約半分は実際にプロトタイプとして制作された。世界には、その国の言語を表現する標準キーボードが定まっていない国もある。ネグロポンテは「キーボードを作ることに商業的関心がないから」だと言っている。OLPCがこのギャップを埋めるために行った具体例の1つとして、エチオピアのアムハラ語用のキーボードを作った。
ネグロポンテはCapsLockキーを持たないキーボードにするよう要求した。これによってキーが1つ空くので、それを将来 “view source”キーなどに利用したいという。
キーボードの手前には大きなタッチパッド領域があり、Jepsen はこれを「マウスパッド」と称した。中央の3分の1は静電容量センサー方式で指で使うことができる。全体は抵抗膜方式のタッチパネルのようなものでスタイラスを使うことを意図していたが、これをサポートしたソフトウェアはない。なお、ポインタの動きが変になるということで、この機能は後のハードウェア（CL1A）では削除された。

### ソフトウェア

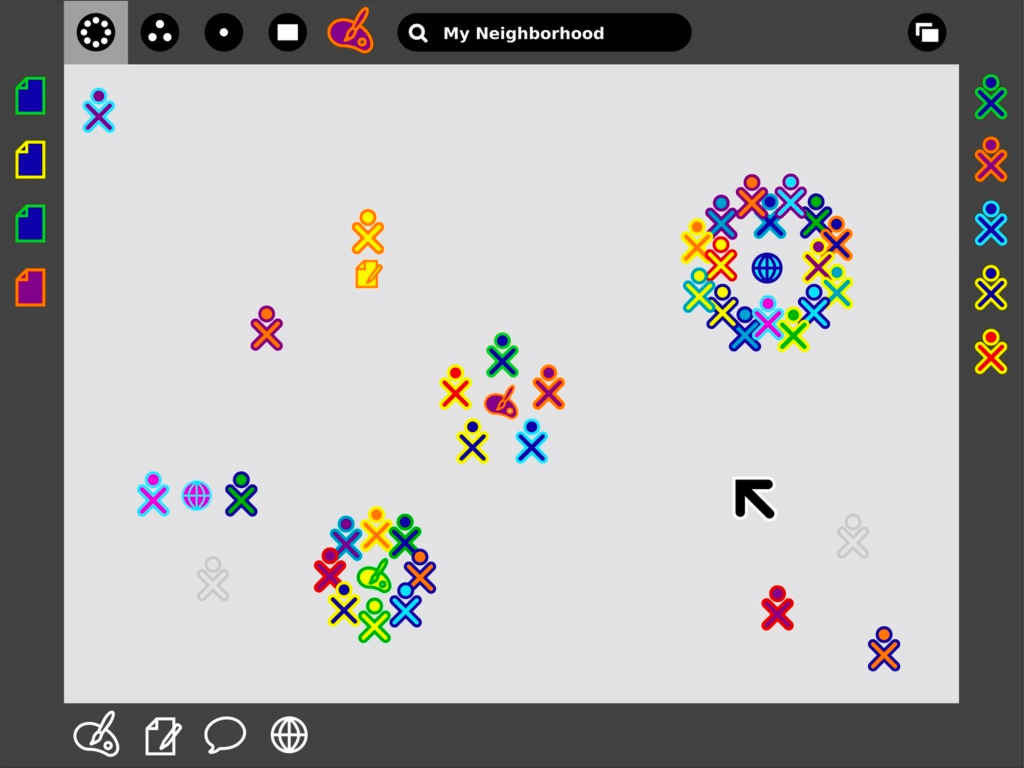
“neighborhood view”のモックアップ。メッシュネットワーク内での子供たちの共同作業の様子を示している。アイコンをクリックすると、Wi-Fiによる通信が可能

各国は、自国の法律や教育のニーズに合わせてソフトウェアを追加・削除すると見られている。OLPCが提供する全てのソフトウェアは自由かつオープンソースである。中核となるソフトウェアは全て、その国の言語にローカライズされる。2006年11月時点で搭載を予定していたソフトウェアは以下の通り。
- オペレーティングシステムは、Fedora Linux の縮小版で、児童はルート権限を与えられる[44]。
- ファームウェアは Open Firmware で、Forth言語の方言である。
- Mozilla Firefox で使っている Gecko をベースとした単純なウェブブラウザ
- AbiWordをベースとしたワープロソフト
- 電子メールはGmailをウェブ経由で利用[10]
- チャットおよびVoIPソフトウェア
- Sugar の "Activities" を開発するための主要プログラミング言語として Python 2.5 を採用。他にも、JavaScript、Csound、Squeak eToys、Turtle Art[45] などの言語もある。
- デジタル楽器つきのミュージックシーケンサー（Jean Piche のTamTam）
- メディアプレーヤー（TotemまたはHelix）
- ヴィジュアルプログラミング環境（Etoys、Scratch）

GUIとしては、Pythonで書かれたSugarを採用している。Sugarは X Window System 上で動作し、Matchboxをウィンドウマネージャとして使用する。通常のデスクトップメタファーに基づくインタフェースではなく、プログラムや文書をアイコンで表現し、全体が地図のようになっている。プログラムを起動すると、それがフルスクリーンモードで動作する。Sugarの基本部分はアイコンだけで表示するため、ローカライズ問題が発生しない。SugarはUIとしてフォルダを見せないという特徴がある。
スティーブ・ジョブズは Mac OS X を無料で XO-1 に提供すると申し出たが、OLPC創始者の1人であるMIT名誉教授シーモア・パパートは、設計者は自由にいじれるOSを必要としているとし、「オープンソースではないので採用を見合わせた」という。そのため、Linuxが選ばれた。しかし、マイクロソフトとの取り引きにより、オープンソースの代わりとして Windows XP を搭載したバージョンも登場した。

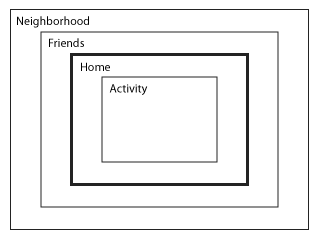
ソフトウェアレベル: Activity, home, friends, neighborhood

システムソフトウェアの責任者 Jim Gettys は、多くのアプリケーションがメモリを使いすぎでメモリリークまで起こしているとして、プログラマの再教育が必要だとした。「メモリを使うのはよいことだ、という誤解がプログラマ全体に広がっている。現在のハードウェアでは、値を再計算するよりもメモリに計算結果を保持しておいて、それを後で必要になったら参照するほうが確かに速いことが多い。完全なキャッシュミスは、一次キャッシュで命令がヒットした場合の数百倍の電力消費になる可能性もある」
2006年8月4日、ウィキメディア財団は選りすぐったWikipediaの記事のコピーをXO-1に搭載することを発表した。同財団の名誉理事長ジミー・ウェールズは「OLPCの目的は我々の、世界中に無料で百科事典的知識を広めるという目的に適している。世界中の人々がブロードバンドのインターネット接続を持っているわけではない」と述べた。ネグロポンテもWikipediaをXO-1上で閲覧することを早くから示唆していた。ウェールズは英語版ウィキペディアの会話ページで、WikipediaがXO-1のキラーアプリの1つになるとの考えを示した。
ドン・ホプキンス は、ウィル・ライトとエレクトロニック・アーツの賛同を得て、XO-1向けにシムシティのオープンソース版移植を開発することを発表し、2007年3月の Game Developers Conference で OLPC XO-1 上で動作するシムシティのデモを公開した。その席上でOLPCのコンテンツ責任者 SJ Klein がこの計画を承認し、同時にゲーム開発者に対して「子供たちが自分のコンテンツを作ることができるような開発のフレームワークやツール」の作成をお願いした。
XO-1のセキュリティ・アーキテクチャは、Birfrostと呼ばれ、2007年2月に公開された。通常の使用では全くパスワードを要求されない。プログラムはインストール時に適切なアクセス権が割り当てられ、それにしたがって各種リソースへのアクセスを行う。ユーザーが後からアクセス権を追加することもできる。オプションで、各XO-1とサーバ（OLPC XS）が一種の契約を結び、契約期間を過ぎると機能を停止するという設定も可能。これは、盗難防止を意図した機構である。
なお、バージョン8.20より以前のソフトウェアは、無線LANが繋がりにくいなどの問題があった。

### 代替ソフトウェア
Sugarの軽量な代替GUIとして Xfce がある。yumを使うと33MB程度で済み、XO-1の限りあるストレージを圧迫しない（GNOMEやKDEより容量が少なくて済む）。
また、Windowsとのデュアルブート構成も可能である。

## 画像

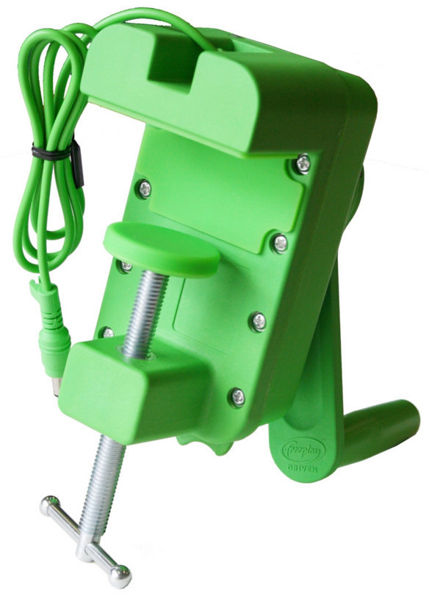
XO-1 クランプチャージャー